# Diritto ottomano

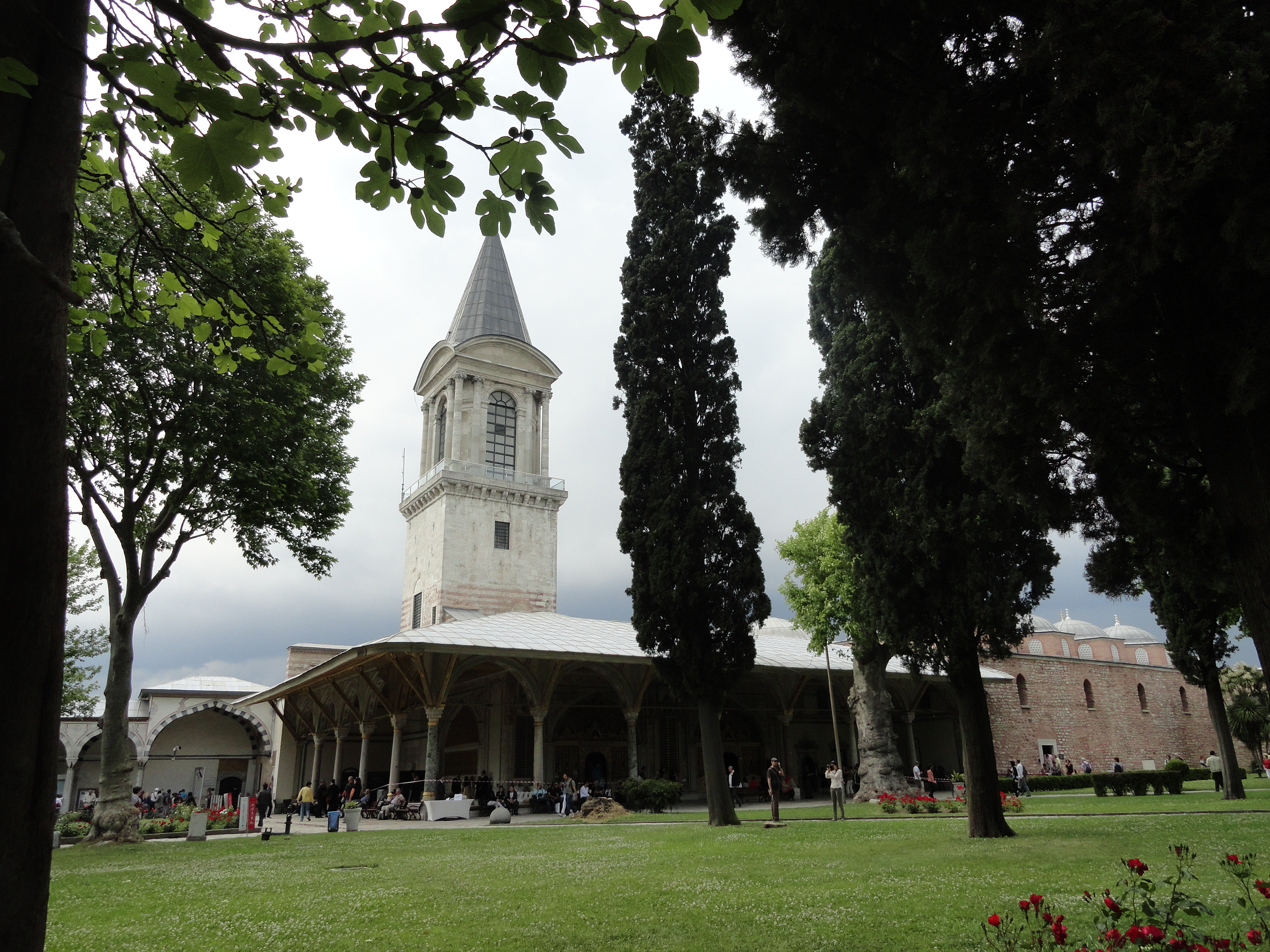
La Torre di Giustizia nel Palazzo Topkapi

L'Impero ottomano durante la sua esistenza era governato da diversi insiemi di leggi. Il Qanun, la legge sultanica, coesisteva con la legge religiosa (principalmente la scuola hanafita di giurisprudenza islamica). L'amministrazione legale nell'Impero ottomano faceva parte di un più ampio schema di bilanciamento dell'autorità centrale e locale. Il potere ottomano ruotava in modo cruciale attorno all'amministrazione dei diritti sulla terra, che dava spazio all'autorità locale di poter sviluppare le esigenze del millet locale. La complessità giurisdizionale dell'Impero ottomano mirava a consentire l'integrazione di gruppi culturalmente e religiosamente diversi.

## Sistema giuridico
Il sistema ottomano aveva tre sistemi giudiziari: uno per i musulmani, uno per i non musulmani, che coinvolgeva ebrei e cristiani nominati che governavano le rispettive comunità religiose e il "tribunale del commercio". La legge amministrativa codificata era nota come kanun e gli ulema potevano invalidare le disposizioni secolari che contraddicevano le leggi religiose. Nella pratica, però, gli ulema raramente contraddicevano i kanun del Sultano.
Queste categorie di tribunali non erano, tuttavia, del tutto esclusive: ad esempio, le corti islamiche, che erano le corti principali dell'Impero, potevano anche essere utilizzate per risolvere un conflitto commerciale o le controversie tra contendenti di religioni diverse, e spesso ebrei e cristiani si rivolgevano a loro per ottenere una decisione più incisiva su una questione. Lo stato ottomano tendeva a non interferire con i sistemi giuridici religiosi non musulmani, nonostante avesse legalmente una voce per farlo attraverso i governatori locali.
Il sistema giuridico islamico ottomano era istituito in modo diverso dai tradizionali tribunali europei. A presiedere i tribunali islamici era un qadi, o giudice. Tuttavia, il sistema giudiziario ottomano mancava di una struttura d'appello, portando a strategie di casi giurisdizionali in cui i querelanti potevano portare le loro controversie da un sistema giudiziario all'altro fino a quando non avessero ottenuto una sentenza a loro favore.
Per tutto il XIX secolo, l'Impero ottomano aderì all'uso di tre diversi codici di diritto penale. Il primo fu introdotto nel 1840, subito dopo l'Editto di Gülhane, evento che diede inizio al periodo delle riforme del Tanzimat. Nel 1851 fu introdotto un secondo codice. In questo, le leggi erano quasi le stesse del primo codice giuridico, ma includevano le sentenze degli undici anni precedenti. Nel 1859 l'Impero ottomano promulgò un ultimo codice di diritto ispirato al Codice penale francese del 1810. Ognuna di queste variazioni di codice e legislazioni rappresentava una nuova fase nell'ideologia giuridica ottomana.
Il sistema giudiziario ottomano istituzionalizzò una serie di pregiudizi nei confronti dei non musulmani, come il divieto ai non musulmani di testimoniare contro i musulmani. Allo stesso tempo, i non musulmani "andavano relativamente bene nelle controversie interreligiose in giudizio", perché l'aspettativa dei pregiudizi di natura giuridica li spingeva a risolvere la maggior parte dei conflitti in via extragiudiziale.

## Kanun
Il Kanun svolgeva il ruolo di siyasa, essendo utilizzato insieme alla legge religiosa. Il suo uso derivava dalla difficoltà di affrontare alcune questioni (come tassazione, amministrazione, questioni finanziarie o diritto penale) rispetto alla sola sharia. Ciò portò i governanti ottomani a utilizzare il Kanun per integrare, e talvolta soppiantare, la legge religiosa. Offriva anche un modo per superare i problemi posti dalla misura in cui la sharia dipendeva dall'interpretazione delle fonti da parte degli ulema, che rendeva problematica la standardizzazione giuridica.
Il Kanun ottomano iniziò a essere codificato per la prima volta verso la fine del XV secolo, dopo la caduta di Costantinopoli nel 1453. L'espansione dell'impero portò al desiderio di centralizzare le decisioni e il Kanun permise al sultano di diventare un sovrano incontrastato, garantendogli il potere di cui aveva bisogno per esercitare appieno la sua autorità.
I primi kanun-name (letteralmente: "libro di diritto") erano legati a questioni finanziarie e fiscali e, sulla base delle consuetudini (örf), cercavano di conciliare le pratiche precedentemente esistenti con le priorità e le esigenze dello stato ottomano. I kanun-name erano concessi anche alle singole province dopo la loro conquista; questi libri di diritto provinciale mantenevano in genere la maggior parte delle tasse e delle quote esistenti secondo la norma precedente e le adattavano semplicemente a uno standard ottomano.
L'uso del Kanun ridefiniva la società ottomana in una gerarchia a due livelli, con gli askeri (o militari) costituiti da una classe dirigente esente da tassazione che includeva gli "uomini di spada", gli "uomini di libro" e gli "uomini di penna", mentre in fondo stava il resto della popolazione, etichettata come reaya ("gregge"), con il dovere di produrre e pagare le tasse.
Un esempio di Kanun era la "legge del fratricidio", che richiedeva al nuovo sultano di uccidere tutti i suoi fratelli una volta salito al trono, ed era stata emanata per il timore del ripetersi dei conflitti fratricidi che avevano afflitto le prime successioni.
In turco, Solimano il Magnifico è conosciuto come "Kanuni", il "Legislatore", per il suo contributo alla formulazione del codice sultanico ottomano.

## Tentativi di riforma

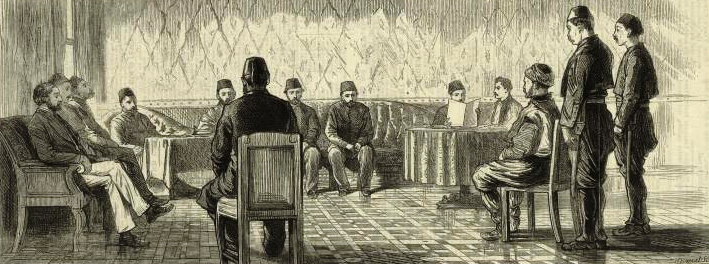
Un processo ottomano, 1877

Alla fine del XIX secolo, il sistema giuridico ottomano vide una riforma sostanziale. Questo processo di modernizzazione giuridica iniziò con l'Editto di Gülhane del 1839. Questa serie di riforme legislative (indicate anche come Tanzimât Fermânı) diede inizio a un nuovo periodo di modernità nell'impero ottomano che avrebbe aperto la strada a nuove idee occidentali di politica e ideologia sociale. Queste riforme includevano il "processo equo e pubblico di tutti gli accusati indipendentemente dalla religione", la creazione di un sistema di "competenze separate, religiose e civili" e la convalida delle testimonianze dei non musulmani. Furono emanati anche specifici codici fondiari (1858), codici civili (1869-1876) e un codice di procedura civile.

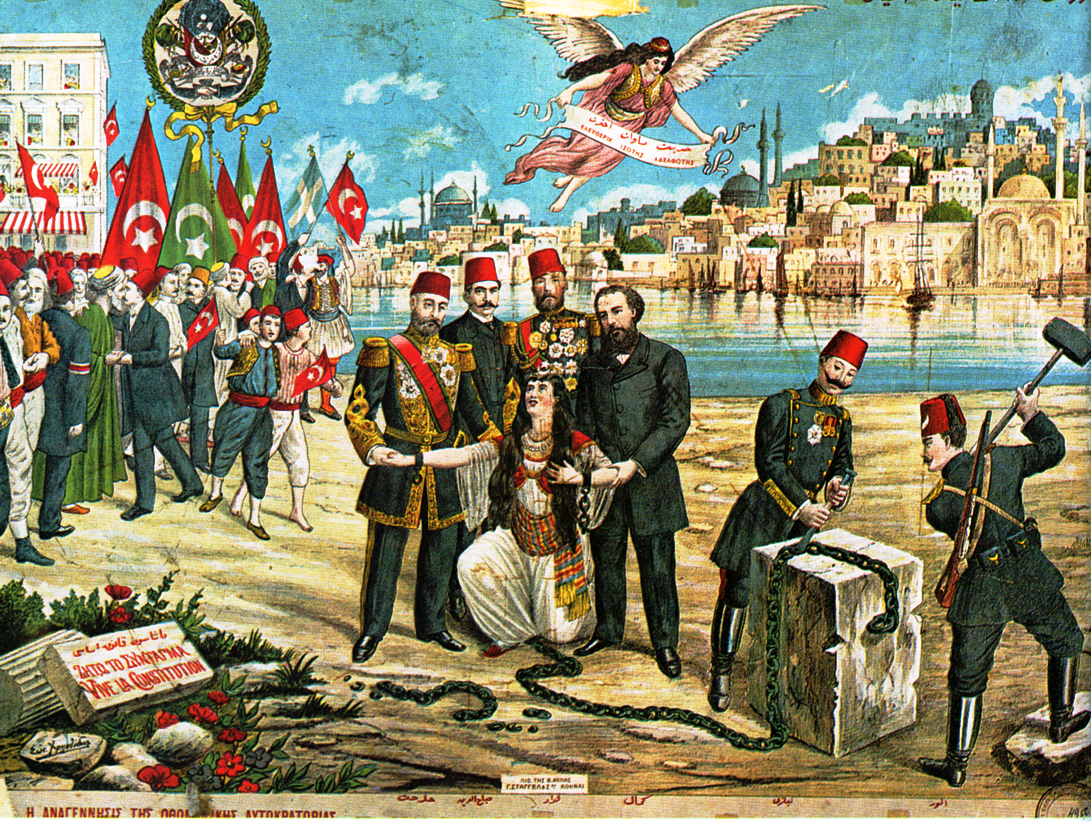
La Costituzione del 1876: Mithat Pascià, il principe Sabahaddin, Fuad Pascià, Namık Kemal e i millet concedono la libertà a una figura femminile idealizzata che rappresenta la Turchia, le cui catene vengono spezzate dai capi militari Niyazi Bey e Enver Pascià. L'angelo volante mostra uno stendardo con il motto della Rivoluzione francese: Libertà, Uguaglianza, Fraternità in turco (caratteri perso-arabi) e in greco. La scena si svolge in un generico scenario del Bosforo. Riprodotto da una litografia del 1908 che celebra la reintroduzione della costituzione grazie alla Rivoluzione dei Giovani Turchi del 1908.

Questa riforma del sistema giuridico ottomano è attribuita alla crescente presenza dell'ideologia occidentale all'interno della società ottomana. Le aree critiche della riforma progressiva del diritto come il liberalismo, la costituzionalità e lo stato di diritto erano tutte caratteristiche del sistema europeo e iniziarono ad avere effetto all'interno dei settori del diritto che componevano il sistema giuridico ottomano. Questa ideologia iniziò a superare la sharia in campi come il diritto commerciale, il diritto procedurale e il diritto penale e, attraverso questi percorsi, alla fine nel diritto di famiglia. Aree della vita come l'eredità, il matrimonio, il divorzio e la custodia dei figli stavano subendo una progressiva trasformazione mentre l'influenza europea continuava la sua crescita. Queste riforme furono messe in atto anche su insistenza delle Grandi Potenze d'Europa e come risposta ad esse. Gli europei avevano cominciato ad avvicinarsi ai confini dell'Impero e il loro potere stava crescendo nella regione. Dopo la guerra d'indipendenza greca, il nazionalismo era in aumento in Europa e gli occidentali pensavano di avere il dovere umanitario di intervenire a favore dei cristiani e degli ebrei nell'impero ottomano che consideravano trattati ingiustamente. Gli inglesi in particolare ottennero più potere con il Trattato di Balta Liman del 1838, che richiedeva agli ottomani di abolire i monopoli ottomani e consentire ai mercanti britannici il pieno accesso ai mercati ottomani, oltre a tassarli equamente. Nel complesso, l'Impero ottomano sentiva la minaccia della crescente influenza delle potenze occidentali sull'Impero in generale, così come sugli ebrei e sui cristiani che vivevano all'interno dell'Impero. Le riforme del Tanzimat nacquero in risposta a questo e al desiderio ottomano di modernizzarsi per competere con le crescenti potenze europee.
L'opposizione a questi cambiamenti giuridici può essere trovata nei resoconti storici; gli storici ritengono che questa riforma non fosse dovuta alla richiesta popolare dei cittadini ottomani, quanto piuttosto a coloro che detenevano il potere e l'influenza all'interno dell'impero.
Queste riforme coltivavano anche la versione del nazionalismo ottomano comunemente indicato come ottomanismo. Influenzati dalle versioni europee di un'identità nazionale condivisa, gli ottomani pensavano che creando un sistema nazionalista ottomano in cui lo stato controllasse tutti i livelli di governo e vita sociale, in contrasto al sistema precedente in cui le persone erano organizzate in base alla comunità e alla reputazione individuali, avrebbero potuto allontanare l'influenza europea invadente sull'Impero.
Queste riforme erano fortemente basate sui modelli francesi, come indicato dall'adozione di un sistema giudiziario a tre livelli. Denominato Nizamiye, questo sistema fu esteso al livello del magistrato locale con la promulgazione finale della Mecelle, un codice di diritto islamico coprente tutte le aree del diritto civile e della procedura ad eccezione del diritto di famiglia. Nel tentativo di chiarire la divisione delle competenze giudiziarie, un consiglio amministrativo stabilì che le questioni religiose dovevano essere gestite dai tribunali religiosi mentre quelle di stato dovevano essere gestite dai tribunali Nizamiye. Il diritto di famiglia fu codificato nel 1917, con la promulgazione della legge ottomana sui diritti della famiglia.

## Diritti d'autore
Poiché la Mecelle non aveva codici sui diritti d'autore, il primo codice dell'impero fu la '"Legge sui diritti d'autore del 1910" (Hakk-ı Telif Kanunu, 2 Düstor 273 (1910), 12 Jamad ul Awal 1328 o 22 maggio 1910), che proteggeva solo le opere interne. L'impero non faceva parte della Convenzione di Berna.